# Enzo Sereni (schip, 1945)
De Enzo Sereni (Hebreeuws: אנצו סרני), voorheen de Rondine, was een in 1945 gebouwde houten schoener. In 1946 en 1948 deed het dienst in de Aliyah Bet, de illegale immigratie van Joden naar het Mandaatgebied Palestina.

## Geschiedenis
In 1945 kocht Yehuda Arazi de Rondine en doopte het de Enzo Sereni, vernoemd naar een Italiaanse Palmach-strijder die overleed in Dachau.
Op 7 januari 1946 vertrok de Enzo Sereni vanuit de Italiaanse havenstad Vado Ligure met 908 emigranten aan boord. Op 17 januari werd het voor de Palestijnse kust door de torpedobootjager HMS Talybont onderschept en naar Haifa geëscorteerd. De emigranten werden allen gedeporteerd naar het interneringskamp Atlit.
Het Britse leger legde beslag op de Enzo Sereni, maar gaf het schip na anderhalf jaar weer vrij. Het schip maakte een tweede reis in de Aliyah Bet nadat het was omgedoopt in de Bonim VeLochamim (בונים ולוחמים); Hebreeuws voor 'Bouwers en Vechters'. Het schip vertrok op 18 februari 1948 vanuit Bakar in Joegoslavië met 982 emigranten aan boord. op 28 februari werd het ontdekt door een verkenningsvliegtuig en door vijf torpedobootjagers naar Haifa geëscorteerd. De emigranten werden naar een interneringskamp in Brits Cyprus gebracht.
In 1948, na de Israëlische onafhankelijkheidsverklaring, maakte het schip nog twee reizen voor de Israëlische Marine. Aan het eind van dat jaar werd het verkocht in Italië.

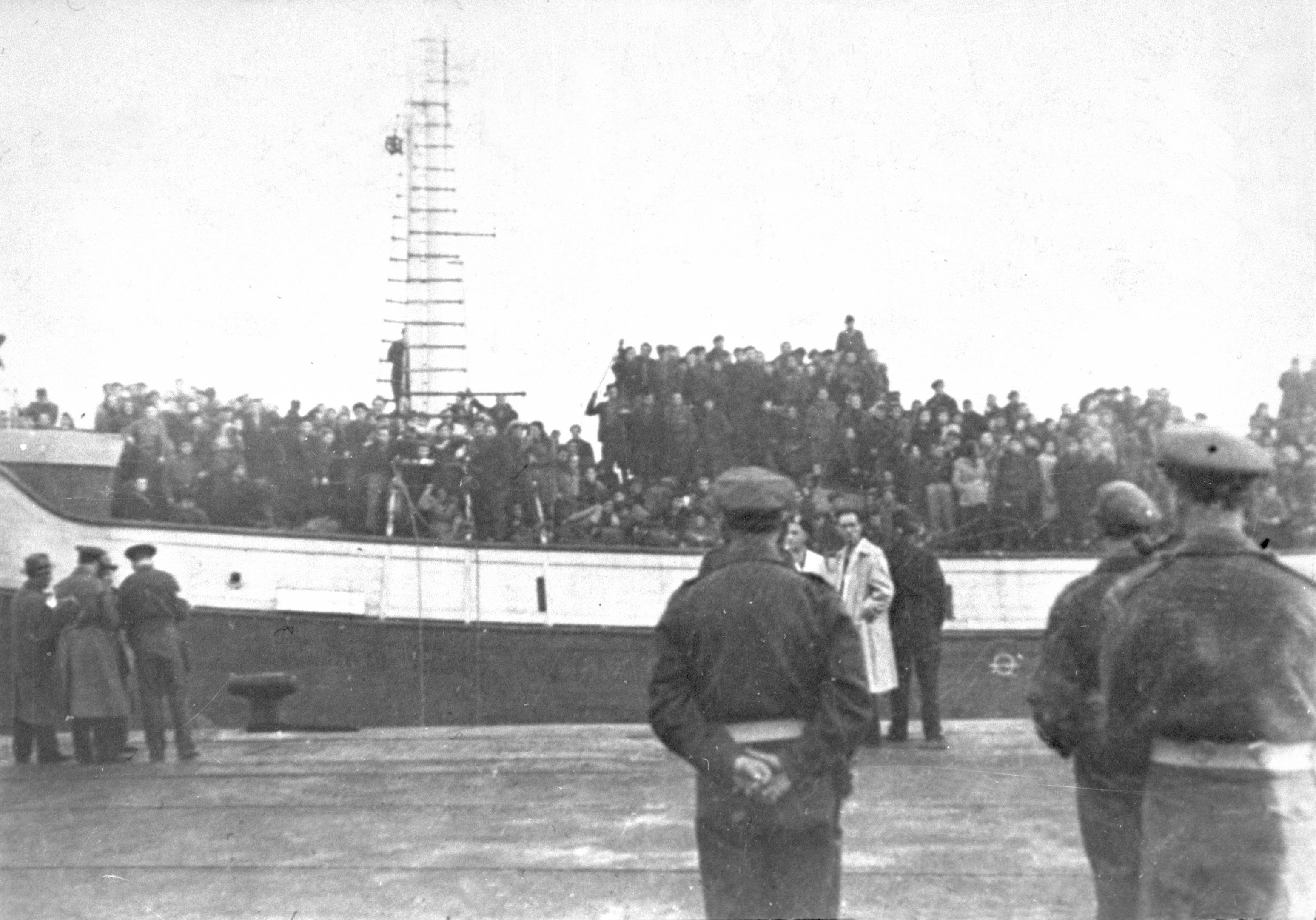
De Enzo Sereni in de haven van Haifa
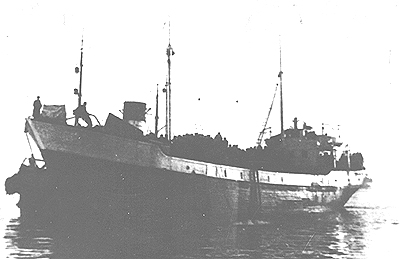
De Bonim VeLochamim in 1948
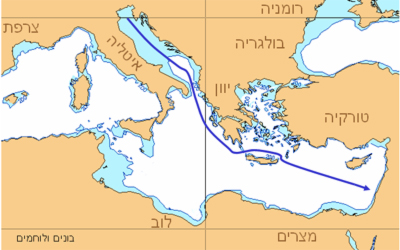
Reis van de Bonim VeLochamim